# Мертлох
Мертлох (њем. Mertloch) општина је у њемачкој савезној држави Рајна-Палатинат. Једно је од 86 општинских средишта округа Мајен-Кобленц. Према процјени из 2010. у општини је живјело 1.479 становника. Посједује регионалну шифру (AGS) 7137070.

## Географски и демографски подаци
Мертлох се налази у савезној држави Рајна-Палатинат у округу Мајен-Кобленц. Општина се налази на надморској висини од 200 метара. Површина општине износи 10,3 km². У самом мјесту је, према процјени из 2010. године, живјело 1.479 становника. Просјечна густина становништва износи 144 становника/km².